# 4220 Flood
4220 Flood (1988 DN) là một tiểu hành tinh vành đai chính được phát hiện ngày 22 tháng 2 năm 1988 bởi Robert H. McNaught ở Siding Spring.